# Ніконов Євген Олександрович
Ніконов Євген Олександрович (рос. Евге́ний Алекса́ндрович Ни́конов; 18 грудня 1920, село Василівка, Самарська губернія — 19 серпня 1941, Харку, Естонська РСР) — моряк, червонофлотець, Герой Радянського Союзу.

## Біографія
Євген Олександрович Ніконов народився 1920 року у селі Василівка (нині — Ставропольському районі Самарської області) у родиніні селян.
Батьки — Олександр Федорович Ніконов та Ксенія Фролівна Сорокіна. Батько брав участь у Першій світовій війні, потім у Громадянській війні. Служив у 25-й Чапаєвській дивізії, був поранений у боях за Бугульму, перебував на лікуванні в Нижньому Новгороді, після чого повернувся на батьківщину.
Крім Євгена у ній було ще троє дітей: Анна (1912 р.н.), Віктор (1915 р.н.), Анатолій (1921 р.н.).
Під час голоду в Поволжі 1921—1922 років померли Анатолій і мати, Ксенія Фролівна. Батько вдруге одружився, але в 1924 помер від наслідків отриманих поранень. За осиротілими дітьми доглядала спочатку сусідка, потім двоюрідний дядько Микола. З шести років Євгену довелося працювати, він працював у колгоспі підпаском. Перехворів на віспу, в 1929 році пішов у перший клас васильївської школи.
1931 року під час чергового голоду старший брат Віктор перебрався до Нижнього Новгорода, де будувався Горьківський автозавод. Через рік на його запрошення на теплоході «Урицький» до Горького поїхали й Ганна з Євгеном.
Жили в Сормово, у бараку, Ганна працювала прибиральницею, потім на заводі № 92, Віктор на тартаку, Євген пішов у третій клас фабрично-заводської семирічної школи № 3 імені Крупської. Закінчив школу та фабрично-заводське училище, вступив учнем токаря на завод № 92 «Нове Сормово», який виробляв гармати. Став токарем, одержав третій розряд.
За спогадами знали Євгена на той час, що є в музеях, Євген був хорошим товаришем. Був начитаний, любив історію, був ініціатором створення драмгуртка при житловому управлінні. Займався спортом, добре грав у містечка, дуже добре плавав, якось врятував життя потопаючому другу.
У 1939 році Євген Ніконов написав заяву з проханням зарахувати його до лав Військово-морського флоту СРСР.
З 11 листопада 1939 року зарахований на військову службу, з 23 листопада проходив навчання у школі зброї ім. І. Сладкова Кронштадтського навчального загону на артилерійського електрика. Був спрямований на практику лідером есмінців «Мінськ» у БЧ-3 торпедним електриком. Після закінчення навчання, 21 грудня 1940 року, був зарахований до лідера. Був у поході до Таллінна, Риги, Лібави. Потім взяв участь у ремонті корабля. Ніконову як колишньому токарю довелося попрацювати на верстаті в механічному цеху.

## Полон і загибель
Учасник Другої світової війни із червня 1941 року. Брав участь у обороні Таллінна. 19 серпня 1941 року боєць загону оборони головної бази Балтійського флоту червонофлотець Ніконов (разом з двома іншими бійцями) був відправлений у розвідку за лінію фронту. За виконання завдання з розвідці розташування військ противника у районі міста Кейла отримав у бою важке поранення й у несвідомому стані потрапив у полон.